# 三江口镇 (兴义市)
三江口镇，是中华人民共和国贵州省黔西南布依族苗族自治州兴义市下辖的一个乡镇级行政单位。

## 行政区划
三江口镇下辖以下地区：
安沙村、黄角树村、红落万村和梅坪村。